# Aphis saliceti
Aphis saliceti là một loài côn trùng trong họ Aphididae. Loài này được Kaltenbach miêu tả khoa học đầu tiên.
Đây là loài gây hại phát triển phổ biến ở Uzbekistan.